# Carl Malmström (arkitekt)

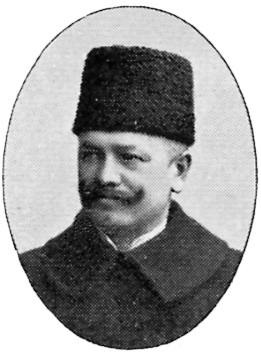
Carl Malmström

Carl Edvard Malmström, född 25 maj 1863 i Stockholm, död 4 november 1934 i Hedvig Eleonora församling i Stockholm,  var en svensk arkitekt.
Malmström var verksam i Stockholm och ritade totalt 17  byggnader i innerstaden. Utbildning: Tekniska skolan, Stockholm 1879–1882. Kungliga Tekniska högskolan 1884–1891, Kungliga Akademien för de fria konsterna 1891–1894.
Carl Malmström är begravd på Norra begravningsplatsen utanför Stockholm.

## Verk i urval
- Gamlegårdens huvudbyggnad vid Vinsarpsjön, Västergötland 1899.
- Banérgatan 25, Stockholm 1897–1900. (rivet)
- Narvavägen 22 och 24, Stockholm 1897–1898.
- Styrmansgatan 21, Stockholm 1894–1895.
- Sibyllegatan 15, Stockholm 1901–1904.
- Upplandsgatan 77-79, Stockholm 1898–1899.
- Dalagatan 52, Stockholm 1896–1898.
- Västmannagatan 56 - Odengatan 83, Stockholm 1899–1900.
- Högbergsgatan 72-74, Stockholm 1904–1906.
- Timmermansgatan 4, 6 och 8 - Bastugatan 39 - Tavastgatan 30, Stockholm 1909–1912.
- Tavastgatan 32 och 34, Stockholm 1913–1914.
- Ringdansvägen 1-5 Tellusborg, Stockholm [3]
- Fredmansgatan 11 - Maria Prästgårdsgata 6, Stockholm 1902–1903.
- Hökens gata 10, Stockholm 1890–1892.

## Bilder av några verk

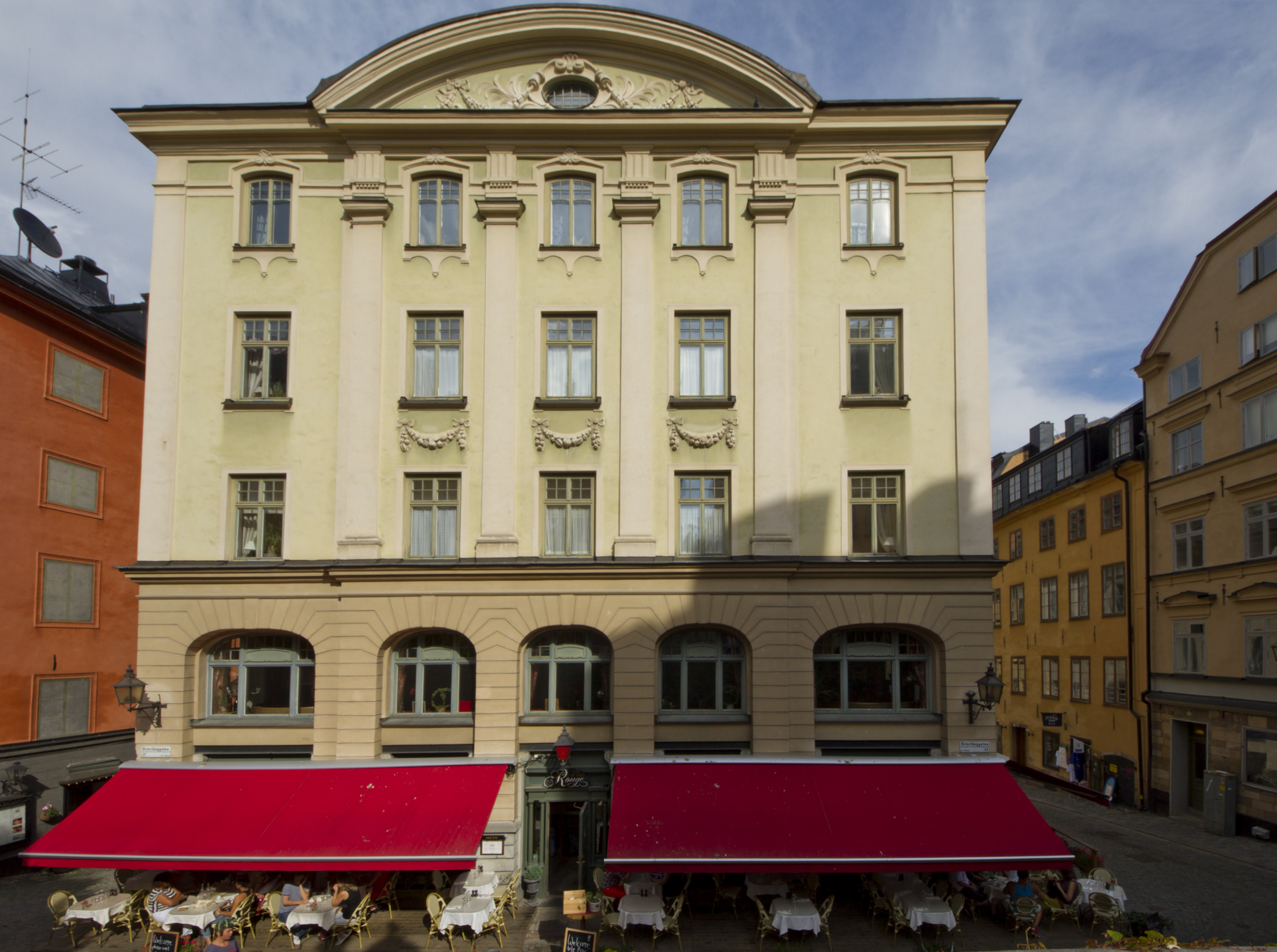
Österlånggatan 17
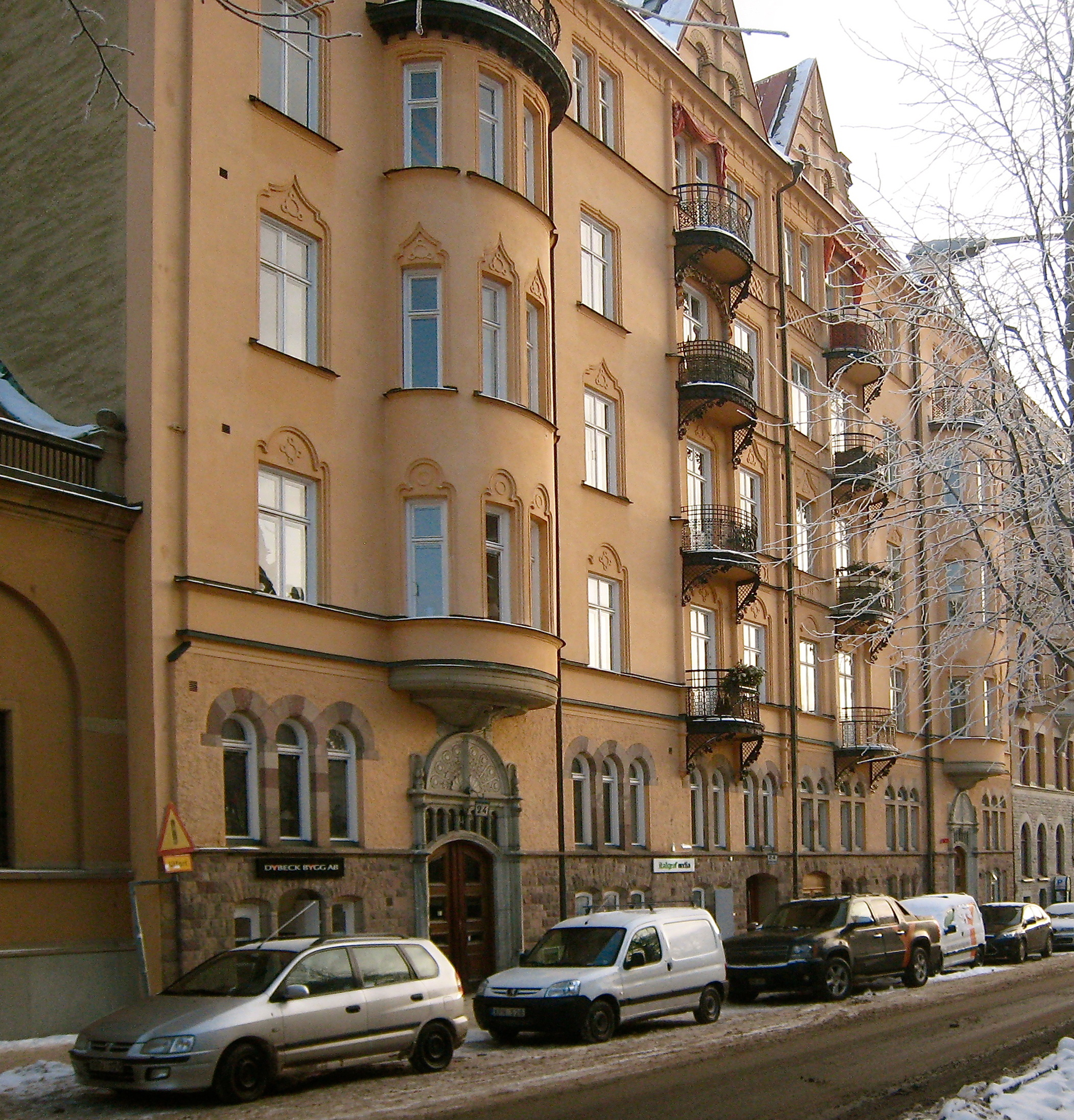
Narvavägen 22-24
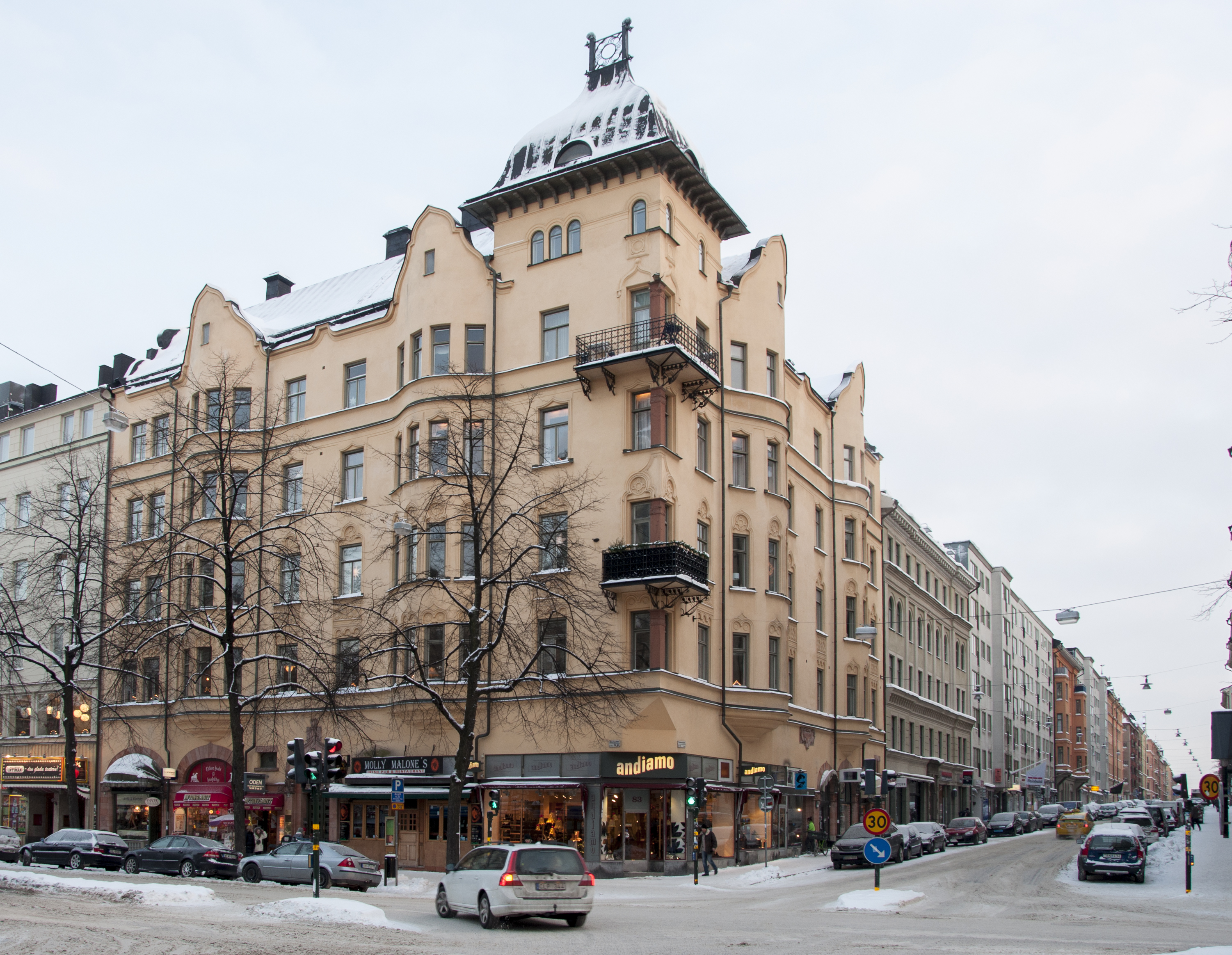
Odengatan 83
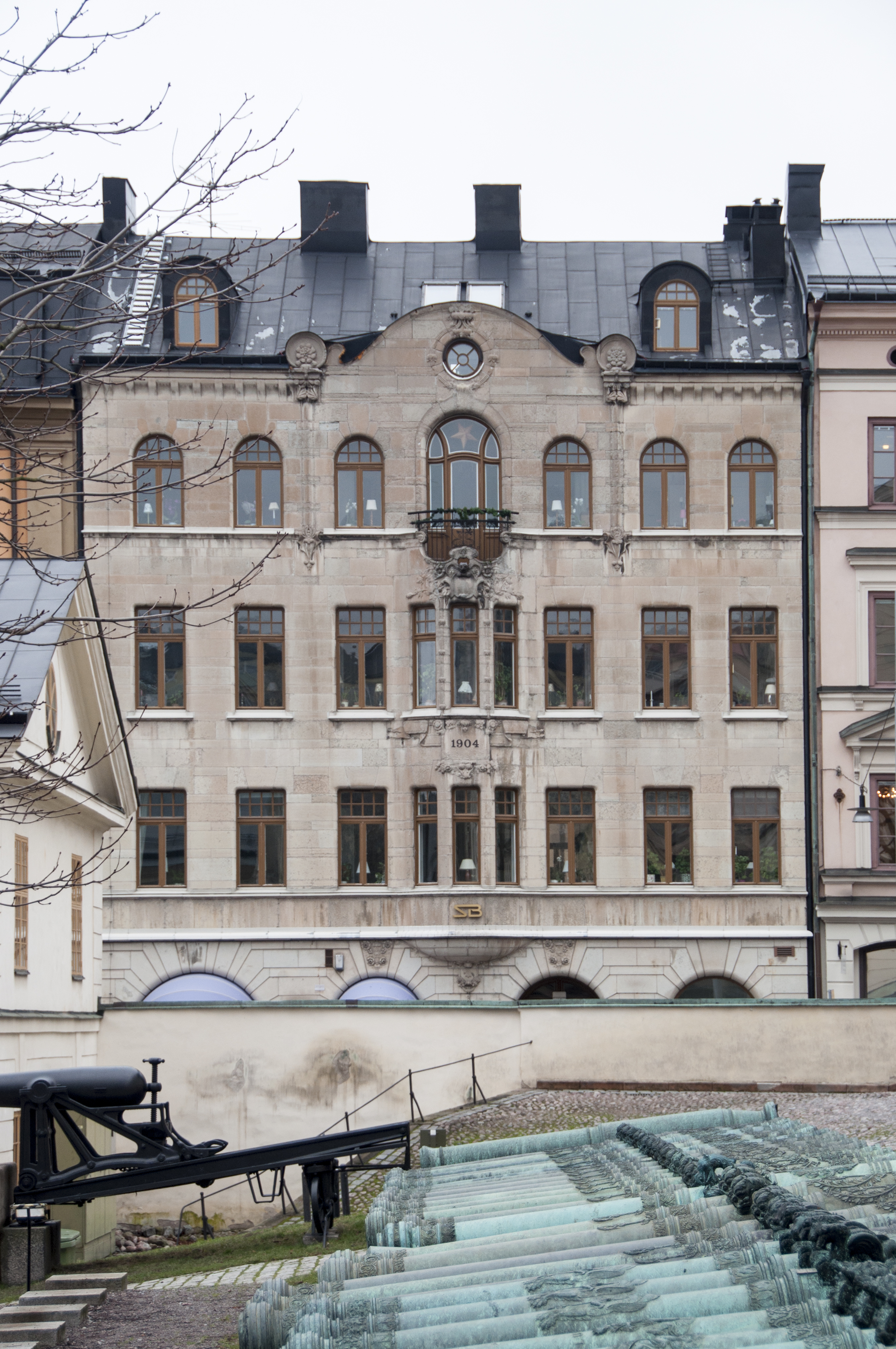
Sibyllegatan 15
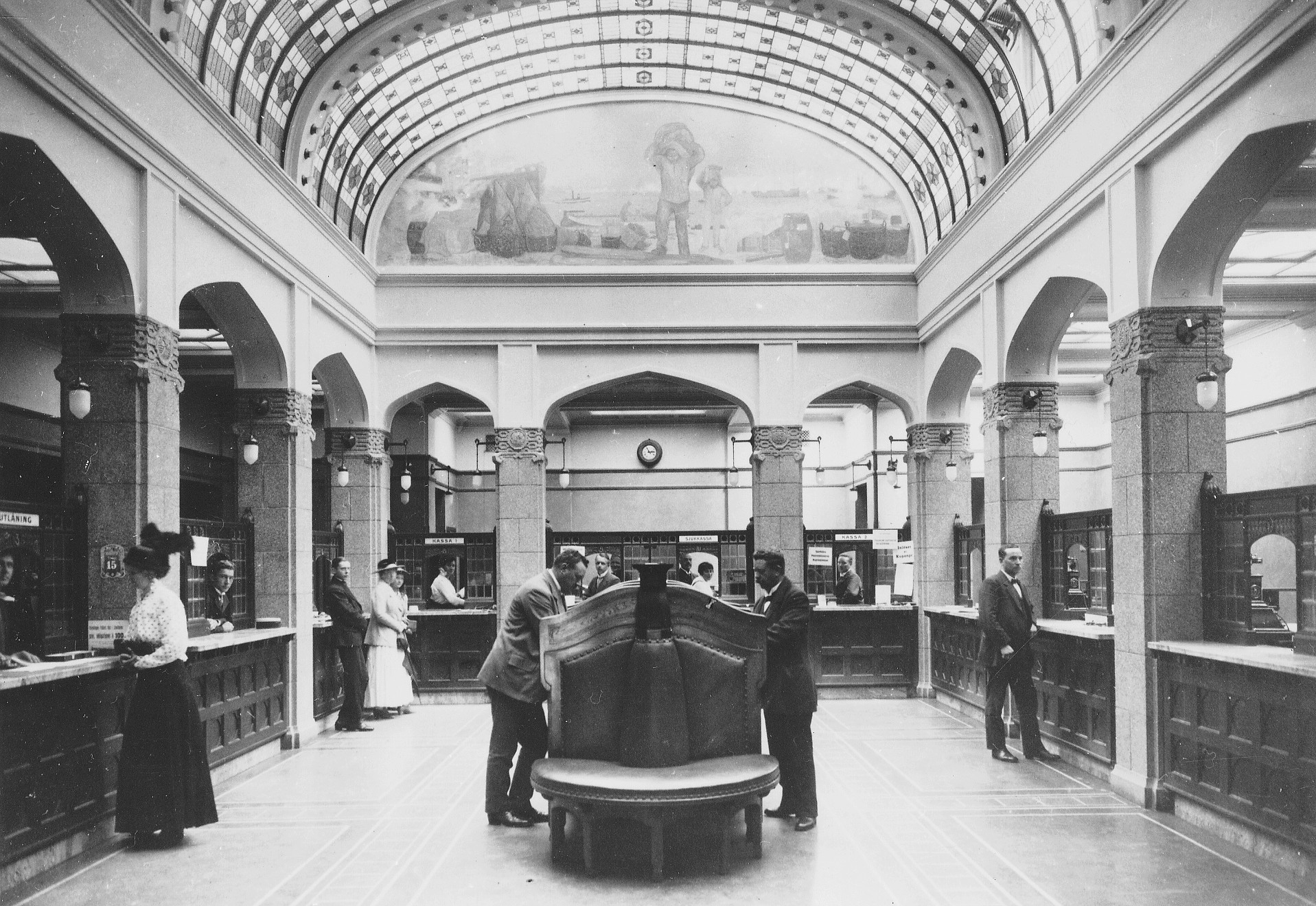
Bankhall för Nya Banken